# Tetrochetus rayneri
Tetrochetus rayneri är en plattmaskart. Tetrochetus rayneri ingår i släktet Tetrochetus och familjen Accacoeliidae. Inga underarter finns listade i Catalogue of Life.